# Шмель пластинчатозубый
Шмель пластинчатозубый, или шмель черепитчатый (лат. Bombus serrisquama) — редкий вид шмелей, занесён в Красную книгу Чеченской Республики, Красную книгу Московской области, Красную книгу Рязанской области, Красную книгу Смоленской области. Вид был занесён в Красную книгу СССР (1984), а в некоторых частях Европы (Великобритания, Германия, Франция) вымер в XX веке.

## Распространение
Юг лесной и лесостепная зоны от Западной Европы до гор Средней Азии и юга Западной Сибири; степные участки Кавказа; Прибалтика; в Восточной Европе распространён от Прибалтики, Московской, Ивановской областей и Пермского края до северной границы сухих степей. В середине XX века вымер в Британии и ряде мест во Франции и Германии.

## Описание
Жёлтые перевязи на переднеспинке и на заднеспинке, красно-рыжие волоски на вершине брюшка, чёрные волоски в нижней части боков груди и на краях задних голеней. Гнездятся у поверхности почвы, в том числе в норах грызунов, используют корешки и сухую траву для строительства гнёзд. Посещают растения семейства бобовых (Fabaceae).

## Систематика
Включают в состав подрода Cullumanobombus и видовую группу Cullumanus. Иногда пластинчатозубого шмеля рассматривают в качестве подвида B. cullumanus serrisquama (однако, номинативный подвид скорее горный вид, живущий на высотах от 1650 до 3200 м выше уровня моря) или синонима вида Bombus cullumanus.